# Ithomia soligena
Ithomia soligena är en fjärilsart som beskrevs av Gustav Weymer 1884. Ithomia soligena ingår i släktet Ithomia och familjen praktfjärilar. Inga underarter finns listade i Catalogue of Life.